# Guitarracisten
Guitarracisten er en kortfilm instrueret af Søren Fauli efter manuskript af Søren Fauli.

## Handling
Strofen i "guitarracistens" sang til det antiracistiske arrangement "Tolerance og tillid og alt det pjank - de skal ind i en port og ha' nogen bank" opsummerer meget godt handlingen. Den guitarspillende ungersvend, der for at gøre indtryk på kvinden har sagt ja til at spille til arrangementet, er blevet jaloux, da kvinden synes at de "fremmede" er mere spædende. Det siger sig selv, at det ikke falder i god jord